# فخري البارودي
فخري البارودي (30 آذار 1887 – 2 أيار 1966)، زعيم سوري من دمشق وأحد مؤسسي الكتلة الوطنية التي قادت الحركة الوطنية المناهضة للاستعمار الفرنسي في سورية حتى سنة 1946. عُرف البارودي في سورية والعالم العربي مناضلاً وشاعراً ومجدداً في الموسيقى والفنّ، وانتُخب نائباً في البرلمان السوري، ممثلاً مدينته من عام 1932 وحتى جلاء القوات الفرنسية عن سورية عام 1946. اعتزل العمل السياسي من بعدها وتفرغ لدعم الحركة الفنية في سورية، عبر مساهمته في تأسيس إذاعة دمشق ونادي الموسيقى الشرقي. وكان راعياً ومحتضناً للعديد من الفنانين الكبار، أمثال الممثل نهاد قلعي والفنان عبد اللطيف فتحي والمطرب صباح فخري. ويُعدّ فخري البارودي من الآباء المؤسسين للجمهورية السورية وهو من ظرفاء دمشق. ومن أشهر مؤلفاته نشيد «بلاد العرب أوطاني» الذي ذاع صيته في كافة البلاد العربية منذ منتصف القرن العشرين.

## البداية
ولِد فخري البارودي في حي القنوات بدمشق وكان والده محمود البارودي من الأعيان، أما والدته فهي من عائلة العَلمي الفلسطينية وكان والدها مستشاراً في بلاط السلطان عبد العزيز في إسطنبول. وعن أصول العائلة يقول البارودي في مذكراته إن نسبها يعود إلى ظاهر العمر، حاكم مدينة عكا الذي تمرد على الدولة العثمانية وقتل، فجاءت سلالته إلى مدينة دمشق واستقرت فيها سنة 1775.
كان فخري البارودي الوحيد لأبيه، الذي أحبه كثيراً وتعامل معه بدلال مُفرط وقام بتوظيف مربيين ومساعدين وطهاة للسهر على خدمته وراحته، عمل معظمهم في قصر السلطان مراد الخامس وجاؤوا إلى دمشق بحثاً عن عمل بعد تخلي السلطان عبد الحميد الثاني عنهم عند توليه العرش العثماني سنة 1876. دَرس البارودي في المدرسة العازارية في منطقة باب توما ثم في مكتب عنبر، وطَلب من أبيه السفر إلى فرنسا للتخصص بعِلم الزراعة، ولكن محمود البارودي رفض ذلك فهرب البارودي من بيت أبيه في شباط 1911 والتحق بجامعة مونبلييه الفرنسية. ولكنه أُجبر على العودة إلى دمشق بعد عام واحد فقط بعدما قطع والده المصروف عنه ومنع والدته من تقديم أي مساعدة مادية. عاد البارودي إلى دمشق مُجبراً وجال في شوارعها غاضباً، ومن شدّة تألمه صار يكتب على الجدران: «تعَلم يا فتى، فإن الجهل عار!»

## العمل في الصحافة والجيش العثماني
بعد العودة من فرنسا عَمل فخري البارودي محرراً في جريدة المقتبس قبل أن يؤسس جريدة أسبوعية ساخرة تدعى «حط بالخرج،» قام بتحريرها بنفسه باللغة الدمشقية العامية، حيث كان يوقع كل افتتاحياته باسم «عزرائيل» المستعار. عند معرفة أبيه بالأمر، أجبر البارودي على التخلي عن مشروعه الصحفي، فعمل الفتى كاتباً بعدلية دمشق ثم التحق بالجيش العثماني بصفة متطوع، عِلماً أنه كان معفى من خدمة العلم الإلزامية لكونه وحيداً لأمه. فرزته القيادة العثمانية العسكرية إلى مدينة بئر السبع الفلسطينية في صحراء النقب، وحارب مع العثمانيين في الحرب العالمية الأولى حيث وقع أسيراً بيد الجيش البريطاني عام 1917. سيق مكبلاً إلى مصر وبقي في قبضة الإنكليز حتى نهاية الحرب وسقوط الدولة العثمانية في سورية سنة 1918.

## البارودي والملك فيصل الأول
عاد البارودي بعدها إلى دمشق وبايع الأمير فيصل بن الحسين، نجل قائد الثورة العربية الكبرى الشريف حسين بن علي، حاكماً عربياً على سورية. خلال زياراته إلى دمشق قبل الحرب كان الأمير فيصل يحلّ ضيفاً في دار محمود البارودي في منطقة القنوات، حيث تعرف على فخري البارودي وأحبه، فقام بتعيينه مرافقاً خاصاً له طوال فترة حكمه بدمشق، الممتدة من 3 تشرين الأول 1918 وحتى معركة ميسلون في 24 تموز عام 1920. انتُخب محمود البارودي نائباً عن دمشق في المؤتمر السوري الأول وشارك مع ابنه بمراسيم تتويج الأمير فيصل ملكاً على سورية يوم 8 آذار 1920. ولكن حكم الملك فيصل الأول لم يستمر طويلاً من بعدها، وتمت الإطاحة به من قبل الجيش الفرنسي، تطبيقاً لاتفاقية سايكس بيكو الموقعة بين فرنسا وبريطانيا خلال الحرب العالمية الأولى. غادر الملك فيصل إلى مدينة حيفا الفلسطينية ومن ثمّ إلى أوروبا، بحثاً عن عرش جديد له ولأُسرته، وحُكم على فخري البارودي بالإعدام من قبل حكومة الانتداب الفرنسي. هرب إلى إمارة شرق الأردن قبل صدور مذكرة اعتقال بحقه وبقي مقيماً في عمّان حتى سنة 1923.

## البارودي وسنوات النضال الوطني
بعد سنتين عاد فخري البارودي إلى سورية وانتسب إلى حزب الشعب، أول حزب سياسي سوري ظهر في زمن الاحتلال وكان بقيادة الدكتور عبد الرحمن الشهبندر الذي عرفه البارودي جيداً من خلال عملهما المشترك في بلاط الملك فيصل، عندما كان الشهبندر وزيراً للخارجية. وقد شارك البارودي في الثورة السورية الكبرى مع قائدها العام سلطان باشا الأطرش، فحُكم عليه بالإعدام مجدداً، وهرب مرة ثانية إلى عمّان ومكث فيها قرابة العامين. ضاق عيش البارودي في منفاه الأردني، وقلّت موارده المالية المرسلة شهرياً من أهله في دمشق، قام بفتح مطعم للمثقفين في العاصمة الأردنية، سماه «الندوة،» يُقدم فيه السندويش والمرطبات. مع ذلك بقيت الهموم المادية تحاصر البارودي من كل حدب وصوب، فلجأ إلى عمل جديد واتفق مع صديقه الشاعر الفلسطيني ابراهيم طوقان، مدير قسم اللغة العربية في الإذاعة البريطانية، على تقديم سلسلة حلقات توعية للأطفال العرب لتشجيعهم على المواطنة الصالحة ومكافحة الاستعمار عبر الثقافة والقلم بدلاً من البندقية. وبالفعل، سُجلت أولى حلقات البارودي ولكن سلطة الانتداب الفرنسي قطعت التيار الكهربائي عن مدينة دمشق يوم موعد البث، لمنع صوت البارودي من الوصول إلى أهله عبر الأثير، خوفاً من تأثيره على الشباب السوري، ثم ضغطت على الإذاعة البريطانية لكي توقف البرنامج. في آخر مراحل اليأس، قرر البارودي التطوع في الجيش العراقي، كونه كان مرافقاً سابقاً لملك فيصل الأول، الذي تولى عرش بغداد بعد خلعه عن عرش سورية، ولكن الحكومة العراقية رفضت المقترح لأن البارودي لم يكن يحمل الجنسية العراقية.

## نضاله في الكتلة الوطنية
بعد عودته إلى دمشق انضمّ فخري البارودي إلى الكتلة الوطنية، التنظيم السياسي الأبرز الذي ظهر في سورية لمحاربة الانتداب الفرنسي بطرق سلمية لا عسكرية، وانتخب نائباً عن مدينته في المؤتمر التأسيسي المكلّف بصياغة أول دستور جمهوري في البلاد. أُعيد انتخابه نائباً عن دمشق في كافة الدورات التشريعية من عام 1928 وحتى 1943 وفاز بأغلبية مطلقة في كل دورة، نظراً لشعبيته الكبيرة بين أوساط الشباب والمثقفين. وقد رفض البارودي تسلّم أي منصب حكومي طوال حياته بالرغم من الوزارات المتنوعة التي عُرضت عليه في عهد هاشم الأتاسي (1936-1939) وعهد الرئيس شكري القوتلي (1943-1949)، وفضّل البقاء نائباً تحت قبة البرلمان السوري، مدافعاً عن حقوق الفقراء والمساكين والمبدعين والوطنيين الأحرار. وقد تولى البارودي معارضة حكم الشيخ تاج الدين الحسني المحسوب على سلطة الانتداب والذي كان قد عُيّن رئيساً للوزراء سنة 1928. هاجمه البارودي من داخل المجلس النيابي قائلاً: «أما حان الوقت أن ترحل؟» وعندما عاد الشيخ تاج إلى الحكم سنة 1934 وحاول تمرير اتفاقية صداقة مع الحكومة الفرنسية لإضفاء شرعية على الانتداب الفرنسي، أعلن فخري البارودي رفضه للمشروع قائلاً: «لن تمر اتفاقية الصداقة مع فرنسا حتى لو نصبوا 70 مدفعاً على أسوار دمشق!»

## الإضراب الستيني
توفي زعيم حلب إبراهيم هنانو في تشرين الثاني 1935 وشارك فخري البارودي في جنازته، التي تحولت إلى مظاهرة شعبية ضد الاحتلال الفرنسي، قادها البارودي ورفاقه في الكتلة الوطنية. اعتبرت فرنسا البارودي المحرض الأول ضدها وأمرت باعتقاله في 20 كانون الثاني 1936، مما أشعل الإضراب الستيني في طول البلاد وعرضها، الذي طالب بإطلاق سراح المعتقلين والاعتراف بالمطالب المُحقة للشعب السوري. وقد جرت مفاوضات في مقر المفوضية الفرنسية العليا في بيروت، بين رئيس الكتلة هاشم الأتاسي والمندوب السامي هنري دو مارتيل، أدت إلى إنهاء الإضراب وصدور قرار العفو عن كافة المعتقلين السياسيين، وعلى رأسهم فخري البارودي. ذهب وفد من الكتلة الوطنية إلى فرنسا للتفاوض على الاستقلال، برئاسة هاشم الأتاسي، خرجت دمشق عن بكرة أبيها يوم الإفراج عن البارودي، حيث قُدّرت الجموع بأربعين ألف شخص.

## مكتب البارودي للدعاية والنشر
في عام 1934 أسس فخري البارودي أول مركز دراسات وأبحاث عرفه العالم العربي يدعى «مكتب البارودي للدعاية والنشر،» هدفه الرئيسي تأمين قاعدة إعلامية وفكرية للحركة الوطنية السورية. قام باستئجار ركن من أركان مكتب الكتلة الوطنية القريب من داره في حي القنوات، معلناً انطلاق «ثورة فكرية» في سورية، قوامها البحث العلمي والنشر، ونسف الحدود المصطنعة التي فُرضت في المشرق العربي (أي حدود اتفاقية سايكس بيكو) إضافة لنبذ الطائفية والعشائرية والقبلية. اشترى البارودي مطبعة خاصة لطباعة الدوريات والدراسات الصادرة عن مكتبه وقام  بتوزيعها مجاناً على الجامعات والجوامع والكنائس ودور العبادة اليهودية، إضافة إلى كبرى الصحف العربية وكافة مؤسسات الدولة السورية. تراوحت المواضيع التي كتب عنها البارودي بين إجرام العصابات الصهيونية في فلسطين، مروراً بحق تقرير المصير لشعوب العالم الثالث وصولاً إلى قضية لواء اسكندرون، المنطقة السورية التي تم سلخها وضمّها إلى تركيا عام 1939.
قام فخري البارودي بالتعاقد مع نخبة من الشباب المثقف لإدارة مكتبه والإشراف على أبحاثه، من أمثال الدكتور ناظم القدسي، القانوني الشاب العائد حديثاً من جامعة جينيف، والدكتور فريد زين الدين، خريج الجامعة الأميركية في بيروت الذي أصبح سفيراً لسورية في كلّ من واشنطن وموسكو. وقد ضمّ مكتب البارودي بين صفوفه أيضاً المحامي ادمون رباط، الذي شارك في مفاوضات عام 1936، والمحامي أحمد السمان، خريج جامعة السوربون الذي أصبح رئيساً لجامعة دمشق أيام الوحدة مع مصر، والصحفي منير الريّس، صاحب جريدة بردى، والدكتور قسطنطين زريق، أحد أبرز منظري القومية العربية الذي أصبح رئيساً لجامعة دمشق والجامعة الأميركية في بيروت. أما من الشباب العرب فقد تعاقد البارودي مع أكرم زعيتر من فلسطين، الذي أصبح لاحقاً سفيراً لبلاده في جامعة الدول العربية، وكاظم الصلح من لبنان مؤسس حزب النداء القومي. شكل هؤلاء الشباب الهيئة العامة لمكتب البارودي وقاموا بانتخابه رئيساً لهم لمدة خمس سنوات.
إضافة للأبحاث العلمية، وظّف البارودي عدة مصوريين شباب داخل فلسطين لالتقاط صور فوتوغرافية عن تجاوزات العصابات اليهودية ضد السكان العرب ومصادرتهم للاراضي والاملاك. كان البارودي يجمع تلك الصور في دمشق ثم يقوم بإرسالها إلى إلى كبرى الصحف الأميركية والبريطانية مطالباً بنشرها، مرفقة برسالة رسمية تحمل عبارة: «مع تحيات مكتب البارودي.» أسس غرفة خاصة لحفاظ على الخرائط السورية، قبل وبعد ترسيم الحدود عند انهيار الدولة العثمانية، وغرفة أخرى لحفظ أوراق ملكية الأراضي الفلسطينية، المدرجة ضمن مطامع الوكالة اليهودية. في مطلع كلّ الصيف وبعد تخرج الطلاب السنوي من جامعة دمشق كان فخري البارودي يقيم حفل إستقبال رسمي في داره، يجمع بين الخريجين الجدد وأصحاب المصانع والشركات الكبرى في سورية. الطالب المتخرج كان يدخل ويرتدي وردة على عروة معطفه، في إشاره أنه يبحث عن عمل، ويتغلغل بين اصحاب المعامل ليُعرف عن نفسه واختصاصه. وبذلك يكون فخري البارودي صاحب أول مكتب «توظيف» في العالم العربي، يقدم جدمات مجانية للطلبة.
قام البارودي يتوزيع العمل في مكنه على ثلاث لجان، الأولى اقتصادية، تُعنى بدراسات الصناعة والتجارة والتعاريف الجمركية والنقل، والثانية ثقافية، تهتم بالفنون والتمثيل وتشجيع المواهب الشابة والرياضة والغناء والعزف، والثالثة سياسية، هدفها الحوكمة والدستور والحياة الحزبية والنيابية. كما قام البارودي بإجاد غرف للدراسات المحددة بحسب المناطق الجغرافية: شمال افريقيا، فلسطين، سورية ولبنان، الحجاز، العراق، أوروبا والأميريكيتين. ولتوفير المعلومات للباحثين الشباب قام البارودي بانشاء مكتبة ضخمة واشترك بعدة صحف عالمية ومحلية: 24 من لبنان، 17 من دمشق، 9 من البرازيل، 8 من بغداد، 7 من حلب، 5 من القاهرة، اثنان من اللاذقية وطرابلس، وواحدة من كل من انطاكيا وزحلة وحمص ورغرتا والقدس ويافا والموصل وعمّان وليبيا والجزائر واليونان وايطاليا وتشيلي. أما عن تمويل مكتب البارودي فقد كان عبر طريق الاشتراكات بالدوريات وتبرعات الأعيان والمؤسسات السورية، إضافة للبارودي نفسه الذي دعم المكتب الذي حمل اسمه بملغ قدره 40 الف قرش. الفائض من المال كان يٌدفع على الهدايا، مثل سيف دمشقي قُدّم لقائد الثورة السورية الكبرى سلطان باشا الأطرش، وعلم سوري من الحرير الدمشقي قُدّم إلى هاشم الاتاسي عند انتخابه رئيساً للجمهورية سنة 1936.
إضافة قام مكتب البارودي بطباعة كتاب عن مؤتمر بلودان، وكتيب حمل اسم «دليل الشرطي» لفخري البارودي نفسه، يحتوي على ارشادات لرجال الأمن والشرطة عن كيفية التعامل مع المواطنين، وتعليمات مصورة متعلقة بكافة تفاصيل مهنتهم، من لمعة الحذاء وصولاً إلى كيفية وضع المسدس على الخصر. اخيراَ قام المكتب بنشر دراسة بعنوان «كارثة فلسطين» بقلم البارودي، وترجمة لمذكرات ادولف هتلر من اللغة الالمانية، حمل عنوان «كفاحي.»

## مشروع الفرنك
إضافة لعمله السياسي، كان فخري البارودي من أعيان مدينة دمشق وأشهر ظرفائها. تعددت مواهبه، شاعراً وكاتباً وراعياً للفنون والرياضيين، وارتبط اسمه بمشروع الفرنك الذي ظهر في الثلاثينيات وومشروع «صنع في سورية.» في مشروعه الأول كان البارودي يطلب من كل مواطن التبرع بفرنك سوري واحد شهرياً (ما يعادل خمسة قروش) لجمع مبلغ ثابت ومحترم بشكل دوري يخصص لمشروع نفعي للعموم كترميم جسر مثلاً أو تزفيت طريق أو شراء مواد تعليم مدرسة نائية. رفض البارودي تقبل تبرعات تزيد عن فرنك سوري الواحد وكان يقول دوماً: «هذا المشروع من الفقراء يبدأ وإلى الفقراء يعود، أريد ديمومة التبرع الشهري ولا أبحث عن أرقام كبيرة من الأفراد. الكل يستطيع التبرع بفرنك سوري واحد، غنياً كان أم فقيراً. أريد اشراك الفقراء في نهضة الأمة السورية، ولا أريد لتبرعات الأغنياء أن تطفي على تبرعات الطبقة الوسطى وتبرعات المحتاجيين أنفسهم.» كان البارودي يروّج لمشروع الفرنك بنفسه بطباعة صور له حاملاً فرنك سوري كبير، يقوم بتوزيعها على الصحف والمجلات السورية، ولكن بسبب النجاح الباهر الذي لاقاه «مشروع الفرنك» منعته فرنسا من الاستمرار، ومات مع نهاية عام 1939.

## البارودي والصناعة السورية
أما مشروعه الثاني، «صنع في سورية،» فكان يهدف إلى تشجيع ودعم الصناعة الوطنية، بدأه البارودي بوضع «الميثاق الاقتصادي» ووزّعه على تجار دمشق طالباً من الجميع أن يعتبروه نبراساً في عملهم التجاري. جاء في الميثاق: «السنطيم أساس المليون والمال أساس الاستقلال،» ثم أضاف: «من أراد حياة بلاده فليعمل بميثاقها الاقتصادي.» الميثاق كان يطلب من التجار عدم استيراد ما هو موجود في الأسواق المحلية ويشجع الناس على شرائه من مزروعات وأجبان وقطنيات وملابس. كان يجول على أسواق العاصمة ويخاطب الناس بنفسه قائلاً: «الجهاد لا يكون بحمل السلاح فقط، الجهاد الاجتماعي والثقافي والاقتصادي لا يقل قداسة في محاربة العدو.»  وفي عام 1938، سافر فخري البارودي إلى الولايات المتحدة لتسجيل الشركات والمصانع السورية في معرض نيويورك العالمي.

## البارودي والنادي الموسيقي الشرقي
أسس البارودي مع المحامي أحمد عزت الأستاذ النادي الموسيقي الشرقي، الذي تحول بعد الجلاء إلى «المعهد الموسيقي،» وكان مقره في سوق ساروجا الأثري، خارج أسوار مدينة دمشق القديمة. تعاقد مع أستاذة من النمسا لتدريس العزف على البيانو والكمان، وجاء بالمحامي نجاة قصاب حسن لإدارة المشروع، ومعه عدد من الخبراء مثل يحيى السعودي، مدرس نظريات الموسيقى الشرقية، ويوسف البتروني لمادة الموسيقى الغربية، وصالح المحبك للموشحات، حسن الدركزلي للصولفيج، وسعيد فرحات للإيقاع، ومحمد النحاس للعزف على العود. حصل على دعم مالي من الحكومة أيام الرئيس شكري القوتلي، ولكن هذا البند من الموازنة العامة شُطب في نهاية صيف عام 1949، عندما تسلّم مؤسس حزب البعث ميشيل عفلق وزارة المعارف السورية، الذي رأي فيه إسرافاً ونفقات غير مجدية.
تذرع عفلق بضيق الموارد، ولعله كان يستهدف البارودي شخصياً، بسبب منبته الأرستقراطي ونقده الدائم للسياسات الاشتراكية التي كان عفلق ينادي بها. يومها كتب البارودي لعفلق معاتباً:
لم يكترث ميشيل عفلق لكلام البارودي، فتوجه البارودي إلى وزير المال في حينها، شاكر العاص، بأبيات من شعر جاء فيها:

## البارودي والفنانون
كانت علاقة فخري البارودي بالفن تعود إلى زمن أبيه محمود البارودي، الذي كان يجمع الموسيقيين في قصره، أمثال عازف القانون عمر الجراح وشقيقه عازف العود إبراهيم الجراح.
وقد كرر البارودي التجربة بعد سنوات، عبر تبنّيه الفنان الكوميدي عبد اللطيف فتحي في الأربعينات، الذي شجعه البارودي على استبدال اللهجة المصرية أو الفصحى السائدة في المسرح يومها باللهجة الدمشقية المحكية. ودعم مجموعة من الفنانين الشباب منهم رياض شحرور وسعد الدين بقدونس ونهاد قلعي، الذي تأثر بفخري الباردوي لدرجه أنه استعار نبرة صوته «السوبرانو» في تجسيد شخصية «حسني البورظان» في أعمال الأبيض والأسود مع دريد لحام في التلفزيون السوري.
إضافة لذلك قام البارودي بدعم المونولوجيست الموهوب سلامة الأغواني والفنان فهد كعيكاتي ومطرب القدود والموشحات صباح أبو قوس، الذي جاء إلى دمشق من مسقط راسه في حلب وهو فتىً صغير يتحضر للسفر إلى أوروبا. سمع البارودي صوته الخلاب، وطلب من والدته أن تبقيه في دمشق وتكفَّلَ بكل مصاريف دراسته، كما أعطاه راتباً شهرياً وجاء بأهم أساتذة الموسيقى الشرقية لتعليمه فنّ الغناء. عندما أصبح جاهزاً أدخله البارودي إلى إذاعة دمشق مطرباً مُحترفاً، ودعاه للغناء أمام الرئيس شكري القوتلي بعدما أطلق عليه اسماً فنياً مستوحى من اسم البارودي نفسه ليصبح الفتى الحلبي يعرف باسم «صباح فخري» من يومها.

## منزل البارودي
ما بين 1943-1963، تحول منزل فخري البارودي في القنوات إلى محج لكافة الفنانين والمثقفين العرب، تزوره أم كلثوم كلما زارت دمشق ويأتيه محمد عبد الوهاب وأحمد شوقي. في أرض دياره الوسيعة كانت تدور نقاشات في السياسة والأمور الفكرية بكل أنواعها. وكانت هذه السهرات البارودية من المحطات الرئيسية لكل مثقف عربي يزور سورية من الثلاثينيات وحتى منتصف الستينيات. أُجبر البارودي على بيع الدار التي ورثها عن أبيه، وذلك لتراكم الديون من حوله، فتحول المنزل إلى مطبعة للصحفي السوري وجيه بيضون، وانتقل البارودي إلى منزل متواضع في منطقة كيوان، أُحرق بالكامل سنة 1963.

## القمصان الحديدية
عند انضمامه إلى الكتلة الوطنية في مطلع الثلاثينيات، أعطى فخري البارودي رفاقه في التنظيم زخماً منقطع النظير في شوارع دمشق حيث كان قريباً من زعماء الأحياء وطلاب المدارس، تحديداً في مدرسة التجهيز ومكتب عنبر، يقودهم عند الضرورة في مظاهرات تعم شوارع المدينة وتغلق الأسواق احتجاجاً على ممارسات الفرنسيين. للتقرب من الشباب كان يشاركهم مباريات الفوتبول ويحضر عروضهم المسرحية. بناء على هذه الشعبية، أسس البارودي مع المحامي منير العجلاني ما عرف يومها بالشباب الوطني، وهو الذراع شبه العسكري للكتلة الوطنية، الذي أراده البارودي أن يكون نواة الجيش السوري في المستقبل. تطورت الفكرة عام 1936 ليتحول التنظيم من الشباب الوطني إلى «القمصان الحديدة،» المستوحاة من القمصان البنية في إيطاليا والسوداء في ألمانيا النازية. في النسخة السورية من تلك التنظيمات، ارتدى الفتيان ربطة عنق سوداء وقميصاً حديدياً اللون مع جزمات عسكرية وقبّعة فيصلية، تُشبه تلك التي كان يرتديها الملك فيصل الأول وضباطه خلال الثورة العربية الكبرى. وضع شباب «القمصان» على أذرعتهم اليمنى ربطةً حمراء شبيهةً بربطة رجال هتلر، ولكن بدلاً من الصليب المعكوف، وضع عليها السوريون صورة يد تحمل شُعلةً من نور. بمشيتهم العسكرية المنتظمة وتحيّتهم النازية عبر مدّ اليد اليمنى إلى الأمام، بشكلٍ مشدود ومُنتصب، كانوا يجولون في شوارع دمشق لحماية الأهالي من أي مكروه ويحافظون على أمن المدينة وتُراثها وهويتها الحضارية، مُعتبرين أنفسهم رديفاً للجيش السوري المنحل منذ عام 1920. وعد مؤسسو «القمصان الحديدية» بتأسيس «جيل ثلاثي الأبعاد» مثل رجال عصر النهضة في أوروبا، يُتقن الشعر والسياسة والأدب والرياضيات والعلوم الحديثة، ومعها الفروسية وقتال الشوارع. في أحد معسكرات «القمصان الحديدية» الصيفية بقرية الزبداني القريبة من دمشق، ظهر البارودي بلباس التنظيم الرسمي وخطب بالجماهير قائلاً: «هذا التنظيم يجمعنا جميعاً، ونحن نعقد عليه آمالاً كبيرة لأنكم أنتم الشباب القوة الحقيقية لأي شعب، وجميعُكم يعلم أنه لولا الشباب الإيطالي في روما لما كان لموسوليني أنْ يكون، ولما كان لهتلر كذلك.»  نظراً إلى كثرة التشابهات بين القمصان الحديدية والحزب النازي، قيل إنّ هذا التنظيم هو أحد أذرع هتلر في سورية وقامت السلطات الفرنسية بحلِّه ومُصادرة جميع مكاتبه وممتلكاته.

## قصف دمشق 1945
عندما قصف الجيش الفرنسي العاصمة السورية دمشق يوم 29 ايار 1945، وضربوا البرلمان السوري بالقنابل في محاولة اغتيال رئيس المجلس سعد الله الجابري ورئيس الجمهورية شكري القوتلي، نزل البارودي إلى الشارع مرتدياً لباس القمصان الحديدية وحمل السلاح مع عناصر الدرك والمتطوعين في محاولة لإنقاذ سجناء قلعة دمشق، حيث أصيب بشظية في رقبته. كما قام بنقل الجرحى والمصابين إلى المستشفى الإنكليزي في حي القصّاع، وأحضر شمعاً من الكنائس لمداواتهم، بعدما قطعت فرنسا التيار الكهربائي عن دمشق.
كرمته الحكومة السورية بوسام الاستحقاق من الدرجة الممتازة وبرتبة فخرية في الجيش السوري الوليد بعد الاستقلال.

## البارودي والجيش الوطني
لم يفرق البارودي بين حاكم وآخر بالرغم من صداقته وزمالته الطويلة مع رجالات الكتلة الوطنية، واعتبر أنه يعمل من أجل الدولة السورية وليس مع أفراد ولم ينقطع عن المشهد العام بعد وصول العسكر إلى الحكم مع انقلاب الزعيم حسني الزعيم عام 1949، الذي أطاح بالرئيس شكري القوتلي، الصديق القديم لفخري البارودي. عينه حسني الزعيم مديراً لمكتب الدعاية في الجيش السوري حيث تعاقد البارودي مع المخرج الشاب إسماعيل انزور لإنتاج أفلام وثائقية عن هذا الجيش وقدراته القتالية، كانت تُعرض بأمر منه في صالات السينما السورية خلال حرب فلسطين. في عام 1956 عمل في لجنة «أسبوع التسلح» لجمع المال لصالح المؤسسة العسكرية، مع نقيب الصحفيين نصوح بابيل ومفتي سورية الدكتور ابو اليسر عابدين، وقاموا بجمع مبلغ 25 مليون ليرة سورية من الأهالي، قُدمت عقداً ونقداً للجيش السوري. 

## الحجاب والسفور
ومن مآخذ رجال الدين على فخري البارودي أنه وضع كتاباً في شبابه، بعنوان «فصل الخطاب بين السفور والحجاب» دافع من خلاله عن سفور النساء وطالب بتعليمهن ليكُنّ أمهات صالحات قائلاً: «الأم من غير مدارس، ابنها بيصفي حارس...يا أما بيطلع سايس، يا أما بيعمل نشّال.» ثم تكلم عن السفور قائلاً: «بالسفور يللي بيقول، بده يقلد اسنطبول...لو فكرنا بالعقول، كانت فكرة عال العال.» وأخيراً جاء في كتابه: «دمي فار من النسوان، والمشايخ والشبان. امشوا شوية بهالأوطان، مشية جد مو بعر جمال. اليوم المرأة مظلومة، وكل أحوالها معلومة...من كل الأشياء محرومة، حتى من عطف الرجال. بدنا سفور بهالأيام، يا قومي حاجتنا خصام.» 

## رقص السماح
في عام 1951، حصلت مواجهة بين البارودي وقاضي دمشق الممتاز الشيخ علي الطنطاوي حول رقصة السماح، التي كان البارودي ينوي إحياءها، بعدما كانت في زمنٍ مضى حكراً فقط على المشايخ والمتصوفين. قرر البارودي، تبني هذه الرقصة وتعليمها طالبات مدرسة دوحة الأدب، حيث كانت تدرس صفوة بنات الأسر الدمشقيّة. رأى البارودي أن هذه الرقصة الأندلسية سوف تندثر وتموت إن بقيت محصورة في عالم المشايخ، فقرر عصرنتها بالتعاون مع عادلة بيهم الجزائري، رئيسة الاتحاد النسائي ومؤسسة مدرسة دوحة الأدب. قام بإحضار الشيخ عمر البطش من حلب، حافظ الموشحات وأكبر مرجع في الغناء القديم، ليقوم بتدريب الفتيات على الغناء، وفصّل لهن ثياباً من الحرير زاهي اللون ليظهرن بها على خشبة مسرح قصر العظم، ويقدمن حفلاً راقصاً، بحضور رئيس الوزراء خالد العظم والعقيد أديب الشيشكلي، حاكم سورية العسكري. عدّل البارودي، وهو شاعر مُحترف، على كلمات الموشحات، فبدلاً من التضرع والدعاء أدخل عليها عبارات العشق والغرام. يعترف الشيخ علي الطنطاوي في مذكراته بمكانة البارودي الاجتماعية والسياسية، وبأنه كان من شيوخ النضال ضد المستعمر، قائلاً: «هو أبرز الزعماء الوطنيين الشعبيين في دمشق، غني واسع الغنى، كريم شديد الكرم، خفيف الروح، ساحر الحديث، حاضر النكتة ولكنه، والله أعلم بحاله، رقيق الدين.»  ويقول الطنطاوي إن «فكرة شيطانية» راودت البارودي «ما أحسب أنها خطرت في بال ابليس نفسه،» وهي نقل رقصة السماح من المشايخ والكهول إلى «الغيد الأماليد والصبايا الجميلات.»  بدأ الطنطاوي بالتحريض ضد البارودي في الصحف أولاً وثم من على المنابر، واصفاً لباس الفتيات بأنه يشبه لباس الجواري قديماً، وصار ينصح الآباء أن لا يرسلوا بناتهم إلى الحفل، قائلاً: ""كيف يرضى لابنته مسلم عربي أبيٌ أن ترقص أمام الرجال الأجانب؟«تتلوى وتخلع وهي تغني أغانٍ كلها في الغرام والهيام؟» وقد قال عن رقص السماح: «لم يكن في هذه الرقصة عورة مكشوفة، ولا كانت رقصة هز البطن الظاهر، ولا كان فيها عرض أفخاد بحركات متزنة، كالذي يدعونه رقص الباليه، ولكن فيها ما أظن أنه أضر على الشباب من ذلك كله. لأن فيها على الرغم من الثياب الواسعة، من الإثارة ما كان يتعمد مثله في العصر العباسي الإماء الفاتنات المستوردات، لإثارة ميول الرجال.»  خلال خطبته من أحد مساجد البرامكة يوم الجمعة، المنقولة كالمعتاد مباشرة على أثير إذاعة دمشق، هاجم على الطنطاوي فخري البارودي بشدة ولم تستطع المذيعة، فاطمة البديري، قطع البث، نظراً لحجم جمهوره الكبير في دمشق. في اليوم التالي، شُنت حملة شعواء ضد الطنطاوي في معظم الصحف الموالية للبارودي، ترأستها جريدة «النضال» التابعة لوزير الداخلية سامي كبارة،  والتي طالبت بإحالة الطنطاوي إلى القضاء. ثم نُقل النقاش إلى داخل المجلس النيابي، وأول المدافعين عن موقف علي الطنطاوي كان الوزير محمد مبارك، نائب الإخوان المسلمين، الذي قال: «إن رقص السماح أيها الإخوان الذي يريد بعض الناس أن يفخر به (في إشارة إلى فخري البارودي) قد رافق عصر الانحلال والانحطاط في الأندلس وفي بعض البلاد العربية الأخرى فلا يجب أن نقلد، إذا ما أردنا أن نقلد، عصور الحضارة والمد الذهبي التي كانت فيها المرأة تجمع بين الخلق والكرامة والجهاد والكفاح؟»  نتيجةُ الجلسة البرلمانية جاءت لصالح البارودي وعُدّ الطنطاوي مذنباً ومداناً بالتحريض ضد الدولة وحُكم عليه بغرامة مادية وهي حسم عُشر راتبه لمدة شهرين. أما البارودي، فقد علّق على الحادثة شعراً كعادته، حيث قال:

## البارودي وعبد الناصر
لم يخفِ فخري البارودي امتعاضه من الطريقة التي تمت فيها الوحدة السورية المصرية عام 1958، بالرغم من تقديره الكبير للرئيس جمال عبد الناصر. وظل مؤيداً لفكرة الوحدة، بالرغم من تحفظاته على سياسات عبد الناصر الأمنية، حتى صدور قانون الإصلاح الزراعي في أيلول 1958، بعد سبعة أشهر من قيام الجمهورية العربية المتحدة. تجرّأ البارودي وكتب رسالة مفتوحة إلى جمال عبد الناصر جاء فيها: «اسمحوا لي وأنا الشيخ الذي جرب الحياة وأفنى مراحل عمره في التجربة والاختبار ومقاومة الاستعمار ونشدان الحياة الحرّة الكريمة، أن أنصح بتأخير تنفيذ هذا القانون.»  أضاف قائلاً: «يا سيادة الرئيس، إن الكثير من أصحاب الأراضي الكبيرة أفنوا حياتهم في استصلاحها واستثمارها، ولا يجوز بوجه من الوجوه أن تقضي على تلك الجهود». ثم كتب للمشير عبد الحكيم عامر وقال: «إن الحالة الاقتصادية في البلاد تدعو إلى التفكير العميق. فالمواسم الشتوية جاءت سيئة ثلاث سنوات متتالية، وصار الفقر ينيخ بكلكله في بعض المناطق، وفي الوقت نفسه تسرَّب الخوف إلى نفوس الناس.» لم يُجب عبد الناصر على كتاب البارودي، فأرسل نسخة ثانية منه عبر البريد المسجّل، وصلت إلى مكتب الرئيس في القاهرة. رداً على تطاوله الصريح على قانون الإصلاح الزراعي، قام نائب رئيس الجمهورية أكرم الحوراني، بإرسال إنذار إلى فخري البارودي عبر محافظة دمشق يطالبه فيه بإخلاء داره الكائنة في منطقة كيوان، بحُجة أن البلدية تنوي شق طريق في مكانه. الهدف من ذلك كان إزعاج البارودي بالرغم من تقدمه في السن وتجاوزه الثالثة والسبعين. اعتقد الحوراني أن البارودي سيموت قهراً لو أُخرج من داره مرة ثانية، بعد بيعه منزل أبيه في القنوات مع ما ورثه عنه أيضاً من أراضٍ زراعية في قرية دوما القريبة من دمشق. جاء انقلاب الانفصال قبل تنفيذ أكرم الحوراني مخططه، وبقي البارودي في داره حتى صيف عام 1963،  عندما أُجبر على المغادرة بعد إحراق المنزل خلال المواجهات الدامية بين البعثيين والناصريين على مدخل مبنى التلفزيون في ساحة الأمويين. لم يُصب البارودي بأذى يومها لأنه كان خارج المنزل، ولكن مكتبته النفيسة ضاعت وضاعت معها معظم أوراقه ومذكراته المكتوبة بخط اليد، فاستأجر شقة صغيرة في حيّ ركن الدين على سفح جبل قاسيون، حيث توفي يوم 2 أيار 1968.

## جنازة البارودي
خرجت لفخري البارودي جنازة شعبية ورسمية تجمهر أهالي دمشق فيها أمام جامع بدر في حي أبو رمانة في انتظار قدوم الموكب من دار شقيقه في منطقة المهاجرين. ما من دمشقي قديم إلا وحضر في وداع من عرف طوال حياته بسيّد الظرفاء وشيخ شباب سورية. ظهر الموكب من بعيد والنعش ملفوف بالعلم السوري ومرفوع على أكتاف الرجال وهم يهتفون: «لا إله إلا الله...فخري بك حبيب الله.» بعد الصلاة سار الموكب برفقة الشرطة والدرك إلى القصر العدلي وهنا جاءت مجموعة من الشباب ليخطفوا النعش ويسيروا به إلى سوق البزورية فسوق مدحت باشا ثم إلى سوق الحميدية، في عراضة شعبية أغلقت خلالها كلّ الأسواق والمتاجر حتى وصول الجثمان إلى الجامع الأموي.  ثم دفن في مقبرة الباب الصغير.

## عائلة البارودي
لم يرزق فخري البارودي بأولاد وكان متزوجاً من السيدة صفيّة الدالاتي، إحدى قريبات السيدة الأولى بهيرة الدالاتي، حرم الرئيس شكري القوتلي.

## مكتبة البارودي
وفي عام 1938، وزّع فخري البارودي معظم كتبه وهو على قيد الحياة، فقد أهدى الكثير منها إلى المدارس الحكومية، وخصص قسم لمكتبة المستشفى الوطني، التي قام بتأسيسها مع الدكتور رضا سعيد، وبعث بالكتب الأجنبية إلى مكتبة جامعة دمشق. وقد جُمع ما تبقى من أوراقه في متحف الوثائق التاريخية بدمشق، في منزل الرئيس خالد العظم في سوق ساروجا.

## مؤلفات البارودي
وضع البارودي عدداً من المؤلفات في حياته المديدة، كان من بينها:
1. «فصل الخطاب بين السفور والحجاب» (دمشق 1934).
2. «مذكرة شرطي» (دمشق 1938).
3. «كارثة فلسطين» (دمشق 1950).
4. "مذكرات البارودي: ستون سنة تتكلم (بيروت 1951).
5. «الصلح مع إسرائيل» (دمشق 1957).
6. «تاريخ يتكلم» (دمشق 1960).
7. «قلب يتكلم» (دمشق 1962).

وكان آخر ما أنجزه البارودي هو إعادة نشر كتاب الطبخ لمحمد حسن بن محمد البغدادي، الذي ذيّله بكتاب صغير عن المطبخ الشامي، صدر عام 1964.
كما وضع معجماً عن الموسيقى الشرقية، أُحرق في حريق داره عام 1963.
وتراجم لعدد من الملحنين الأتراك والعرب، لم تنشر حتى اليوم.
ودراسة عن تبسيط النوتة الموسيقية لجعلها بمتداول كل الناس.

## الأوسمة
نال فخري البارودي أول وسام في حياته أيام الحرب العالمية الأولى، عندما قلدته الدولة الوسام الحديدي العثماني، تلاه وسام الاستقلال ووسام النهضة العربية، وكلاهما مُقدم من قبل الملك فيصل الأول عام 1920. وفي عام 1948، حصل على وسام الاستحقاق السوري من الدرجة الممتازة، الذي قلّده إياه الرئيس شكري القوتلي، وجاء بعده وسام الاستحقاق اللبناني، المقدم من الرئيس بشارة الخوري سنة 1949.

## تكريم البارودي
أطلق اسم فخري البارودي على شارع في مدينة دمشق، متصل بشارع خالد بن الوليد، وصدرت عن حياته عدة دراسات وكُتب، أبرزها كتاب «فخري البارودي» لنهال بهجت صدقي، صدر عن دار القدس في بيروت سنة 1974 وكتاب آخر بنفس العنوان لإحسان بنت سعيد الخلوصي، نشر في دمشق سنة 1999. وقامت الباحثة السورية دعد الحكيم بجمع أوراق البارودي ورسائله إلى الملوك والرؤساء العرب في كتاب مؤلف من جزأين، نشرته وزارة الثقافة السورية سنة 1999. وقد أنتج المخرج السوري نبيل المالح فيلم وثائقي عن حياة البارودي، حمل عنوان «شيخ الشباب،» وقام فيه صباح فخري بغناء نشيد بلاد العرب أوطاني، تكريماً لفخري البارودي. كما شارك صباح فخري في ندوة عِلمية عن حياة فخري البارودي أقامتها جمعية أصدقاء دمشق في مكتبة الأسد الوطنية في شباط 2008. وفي عام 2018، قامت مؤسسة تاريخ دمشق بإطلاق جائزة فخري البارودي للمؤرخين الشباب، «تكريماً لشيخ الشباب فخري البارودي.»  وكتب رئيس المؤسسة المؤرخ الدمشقي سامي مروان مبيّض واصفاً البارودي بالقول: «كان علامة فارقة في تاريخ سورية المعاصر، تجسدت في شخصيته الفريدة أنبل صفات المواطنة الصالحة والتفاني في خدمة المجتمع والقضية العربية بشكل عام والسورية بشكل خاص.» 